# Tarabya I
Cette page contient des caractères spéciaux ou non latins. S’ils s’affichent mal (▯, ?, etc.), consultez la page d’aide Unicode.
Pour les articles homonymes, voir Tarabya (homonymie).
Tarabya I, ou Tarabyagyi (birman တရဖျားကြီး, təja̰pʰjá dʑí ; vers 1299–1340) est le deuxième roi de Sagaing, dans le centre-ouest de la Birmanie (République de l'Union du Myanmar). Il régna de 1323 à 1336. Il succéda à son demi-frère maternel Sawyun en mai 1323. En 1336, il fut renversé et emprisonné par son propre fils Shwetaungtet. Lorsque celui-ci fut assassiné en février 1340 par son premier ministre Nandapangyan, Tarabya fut lui aussi mis à mort.

## Jeunesse
La mère de Tarabya, Yadanabon, était shane, comme l'était aussi probablement son père. Celui-ci mourut peu après sa naissance, vers 1299, et un an plus tard Yadanabon se remaria avec Thihathu, l'un des « trois frères shans » du Royaume de Myinsaing, dont elle eut un fils, Sawyun. Sawyun espérait être choisi comme prince héritier du nouveau Royaume de Pinya, mais il se vit préférer Uzana I. Il quitta alors Pinya pour fonder un royaume rival à Sagaing en 1315 ; Tarabya fit partie de ceux qui l'accompagnèrent.